# 29148 Пальцер
29148 Пальцер (29148 Palzer) — астероїд головного поясу, відкритий 10 травня 1988 року.
Тіссеранів параметр щодо Юпітера — 3,158.